# Polypedilum dybasi
Polypedilum dybasi är en tvåvingeart som beskrevs av Tokunaga 1964. Polypedilum dybasi ingår i släktet Polypedilum och familjen fjädermyggor. Inga underarter finns listade i Catalogue of Life.